# Вулиця Промислова (Івано-Франківськ)
Вулиця Промислова — вулиця в Івано-Франківську, що веде від вул. Надрічної до вул. Тарнавського. Знаходиться на півночі центральної частини міста. Раніше сполучала колишні дільниці міста Княгинин-Село і Княгинин-Гірку. 

## Історія
Як міська вулиця відома від початку ХХ століття, до цього — сільська дорога, яка існувала, мабуть, ще у XVIII столітті.
Спершу її назвали після Першої світової війни Шпитальною, хоча у середмісті вже була Шпитальна вулиця, яка так називається і донині. Є версія, що під час Першої світової на цій вулиці знаходилися тимчасові воєнні шпиталі. 
На початку 1920-х рр, коли польська влада ліквідовувала українські назви міських об'єктів у Станиславові, влада Княгинина принципово назвала нинішню вулицю Княгинин ім'ям Шевченка, а Промислову — ім'ям І. Франка. За німецької окупації вулиця названа ім'ям Каспровича. Після приходу «других совітів» вулицю перейменували на теперішню Промислову, а на честь І. Франка — вулицю в центральній частині міста. 

## Розташування
Ще за польської влади і дотепер на Промисловій знаходяться: фабрика дріжджів Лібермана (тепер державне спирто горілчане об'єднання), деревообробне підприємство «Унія Галіційська» (згодом Прикарпатський меблевий комбінат, потім — лікеро горілчаний завод, No 29). У 1950-х рр. по сусідству побудований молокозавод (тепер ВАТ «Івано Франківський молокозавод» — вул. Героїв Херсону, 2).
Починаючись від північного краю заводу Княгинин (торгова марка), минаючи вищезгадані підприємства, вулиця виходить до 
залізниці в напрямку на Львів, тут повертає праворуч і закінчується в зоні приватної забудови вулиць Тарнавського і Маланюка. Майже на всій довжині вулиці справа від неї пролягає ще одна залізнична колія,— під'їзний шлях лікеро-горілчаного об'єднання,— споруджена ще в 1906 р. довжиною 1,5 км. Колією користуються й інші прилеглі підприємства, але останнім часом доволі рідко.